# 费扬果
费扬果（穆麟德轉寫：Fiyanggū；1620年（天命五年十月）—1640年代？），又作费扬古，努尔哈赤的第十六子，也是最小的儿子。

## 生平
费扬果生于天命五年（1620年）十月，生母没有记载。在天聪、崇德之际成书的《清太祖武皇帝實錄》中，费扬果与异母兄长賴慕布未列入努尔哈赤儿子之列。现代学者杜家骥指“当时为皇家男性生子女的女奴婢，并不算男性之妾”，推测他的生母和賴慕布的生母西林覺羅氏为努尔哈赤的女奴婢:37，是为婢妾。
皇太极在位时，费扬果因犯罪被赐死，削除宗籍。所犯何罪連康熙也不知道，推測只有謀反或私通妃嬪才能賜死親弟弟。
康熙五十二年（1713年），费扬果的曾孙三等侍卫尼雅哈呈请复宗籍。由宗人府奏闻。当年七月，奉旨“恐伊子孙湮灭”，赐红带子为记，附入玉牒之末。

## 家族成员
- 父：清太祖努尔哈赤
- 妻妾：[1]
  - 嫡妻伊爾根覺羅氏，巴圖魯伊陽之女
- 子（有子四人）：[1]

1. 頭等侍衛、雲騎尉納泰（1632－1674）：天聰六年10月初2子時生，母嫡妻伊爾根覺羅氏。康熙13年11月16日酉時卒，年47歲。妾徐氏，徐達之女。一子:雲騎尉阿穆爾圖
2. 三等侍衛、雲騎尉材桂（1636－1684）：崇德元年1月16日巳時生，母嫡妻伊爾根覺羅氏。康熙23年7月初6日四時卒，年48歲。嫡妻戴佳氏，翁愛之女。一子:雲騎尉阿喇布坦:有一子，名為尼雅罕
3. 阿泰（1638－1643）：崇德3年5月19日酉時生，母嫡妻伊爾根覺羅氏。崇德8年8月18日子時卒，年5歲。
4. 雅泰（1639－1643）：崇德4年6月初9日戌，母嫡妻伊爾根覺羅氏。崇德8年6月12日辰時卒，年4歲。

- 女：[1]

1. 第一女（1631－?）：天聰五年三月二十三日生。
2. 第二女（1641－?）：崇德六年八月二十七日生。

## 延伸阅读
[在维基数据编辑]
 《清史稿/卷218》，出自趙爾巽《清史稿》